# Велика четворка (роман)
Велика четворка је детективски роман Агате Кристи први пут објављен у Великој Британији од стране издавачке куће "Вилијам Колинс и синови" 27. јануара 1927. године и у САД од стране издавачке куће "Dodd, Mead and Company" касније исте године. У роману се појављују Херкул Поаро, Артур Хејстингс и инспектор Џап. Британско издање коштало је седам шилинга и шест пенија, а америчко 2 долара.
Састав романа је другачији од осталих прича о Поароу јер је почео од дванаест кратких прича (једанаест у САД) које су одвојено објављиване. Ово је прича о међународним интригама и шпијунажи што је отворило могућност Кристијевој за шпијунске приче.‍:24 

## Поставка
Почетна поглавља смештена су у стану Херкула Поароа у Лондону. Постоји неуспело путовање железницом до Јужног Хамптона и повратно путовање у Лондон. Затим следи посета неименованом селу у Девону које се налази у близини Дартмура. Село Чобам које Поаро следеће посећује постоји у Сарију.‍:43–47 Радња се затим сели у Француску, у област Паси у Паризу, а затим назад у Уједињено Краљевство на измишљено место Хатон Чејс, седиште војводе од Лоамшира након чега следи посета на Ханфордском тржишту у Вустерширу. Приповедање се затим враћа у Лондон и у лондонску Кинеску четврт. Ту је и посета ресторану у Соху, а затим у иностранству у Белгији. Постоје два путовања на океанским бродовима. На крају следи путовање железницом од Лондона до Париза и одатле до Јужног Тирола у Италији.

## Радња

### Неочекивани гост
Капетан Артур Хејстингс враћа се у Енглеску после годину и по дана у Аргентини. Он намерава да посети свог старог пријатеља Херкула Поароа и потресао се када је открио да се Поаро спрема да крене у Јужну Америку. Поаро жели да оде у Рио де Жанеиро где га чека његова најновија странка Ејб Рајланд. Међутим, скори Поароов одлазак морао је бити одложен. Неочекивани посетилац по имену Мајерлинг ушао је у Поароову собу. Поаро нема појма како је тај мушкарац ушао у стан на спрату. Можда кроз прозор спаваће собе који је, међутим, на извесној удаљености од земље. Човек је од главе до пете прекривен прашином и блатом. Мршав је као да је дуго био у затвору и није јео. Срушио се на под. Једини наговештај онога што жели је то што је изговорио Поароово име (његове једине речи) и писање броја 4, много пута.
Када Хејстингс помиње Велику четворку, а човек почиње да говори о међународном злочиначком картелу тог имена. Он мало познаје вођу четворке и говори им да је број 1 кинески политички мозак по имену Ли Ченг Јен. Он представља мозак Велике четворке. Број 2 се обично не именује, али је представљен као '$' или две пруге и звездом тако да је вероватно Американац и представља богатство. Број 3 је Францускиња, а број 4 је "уништитељ" и иначе непознат.
Поаро и Хејстингс позивају лекара који прегледа болесника и преписује му одмор. Поаро и Хејстингс остављају човека на бригу Поароовој домаћици и крећу да ухвате воз за Јужни хамптон. Током путовања, Поаро сумња да је његов задатак у Јужној Америци био изговор да га склоне с пута. Одлучујући да га у Енглеској чека случај, Поаро прекида путовање. Он и Хејстингс користе предност заустављања на отвореном терену да би изашли из воза и враћају се у Лондон колима, али проналазе свог посетиоца мртвог.

### Човек из луднице
Стигао је лекар. Долази непозван човек који тврди да ради у лудници и да је у потрази за одбеглим затвореником. Он препознаје мртвог човека као дотичног бегунца, а затим одлази. Поаро зове лудницу и сазнаје да у последње време није било бекстава. Џап убрзо долази и препознаје мртвог човека као Мајерлинга, истакнуту личност из Тајне службе који је нестао пет година раније. Поаро пита Хејстингса да ли је отворио прозор на шта Хејстингс одговара да није. Поаро испитује човека и саопштава да су Мајерлингу била запушена уста и да је отрован удисањем "прусинске киселине" (цијановодоника). Казаљке на зидном сату окренуте су на 4 сата и Поаро схвата да је убица био човек из луднице. Он је био "Уништитељ".

### Још нешто о Лију Ченгу Јену
Поаро и Хејстингс посећују богаташа Џона Инглса како би се распитали о Лију Ченгу Јену и Великој четворци. Он је видео поруку од рибара који му је тражио неколико стотина фунти да се сакрије од Велике четворке. Такође је чуо приче о четворици мушкараца који су се супротставили Лију Ченгу Јену и који су побијени убодом ножем, тровањем, струјним ударом и колером и чуо је сличну причу о хемичару који је изгорео у свом дому. Порука је стигла из Хопатона па Поаро, Хејстингс и Инглс одлазе у Хопатон и откривају да је човек који је написао белешку, господин Џонатан Воли, убијен.
Постоје два осумњичена: његова служавка Бетси и његов слуга Грант. Воли је ударен по глави, а затим му је пререзан гркљан, а неке његове фигуре од жада су покрадене. Грант је главни осумњичени јер су његови крвави отисци стопала пронађени по соби, фигуре од жада су биле у његовој соби, а крв је на кваки његове собе. Грант је такође под сумњом јер је раније био у затвору: овај посао је добио преко друштва за помоћ затвореницима.

### Значење овчијег бута
Поаро проналази смрзнути овчији бут који га веома занима. Поаро претпоставља да је убица био младић који је ушао, убио Волија и отишао. Одећа му је била мало крвава. Поаро разговара са Грантом и пита га да ли је двапут улазио у собу да узме фигуре од жада. Када је одговорио одрично, Поаро открива да нико није приметио убицу јер је дошао месарским комбијем. Овчетина се не испоручује недељом, а да је испоручена у суботу не би била смрзнута. Човек који је Гранту дао овај посао, Поаро претпоставља, био је број 4.

### Нестанак научника
Поаро упознаје Хејстингса са капетаном Кентом који им говори о потонућу многих америчких бродова након јапанског земљотреса. После тога су похапшени многи преваранти који су се позивали на Велику четворку. Потоњи су произвели облик бежичне енергије способан да усмери сноп велике жестине на било које место. Британски научник Халидеј био је близу успеха на овом истом концепту када је отет током посете Француској. Халидејева жена говори Поароу да је њен муж отишао у Париз да разговара са неким људима повезаним са његовим послом. Међу њима је била и угледна француска научница мадам Оливије. Халидеј је посетио госпођу Оливије. Од ње је отишао у шест сати, вечерао сам у неком ресторану и вратио се у свој хотел. Следећег јутра је изашао и од тада га нико није видео.

### Жена на степеништу
Поаро одлази у Париз са Хејстингсом. Поаро и Хејстингс посећују госпођу Оливије и испитују је. По одласку су видели даму под велом. Она се склања да их пропусти. Поаро затим објашњава Хејстингсу како је Халидеј отет: одлазио је када га је сустигла нека дама и рекла му да госпођа Оливије жели поново да разговара са њим. Увела га је у уску уличицу, а затим у врт говорећи му да је вила госпођу Оливије са десне стране. Тада је Халидеј отет. У вили, Поаро тражи да разговара са женом која је управо ушла. То је грофица Вера Росаков. Када се суочила са Поароовим објашњењем, она зове отмичаре да врате Халидеја назад у хотел. Када се Халидеј вратио, био је превише уплашен да би говорио. Онда човек у огртачу, један од Велике четворке, покушава да убеди Поароа да прекине истрагу. Хејстингс улази у малу борбу са странцем који затим измиче Поароу, њему и управнику хотела вештим извлачењем.

### Крадљивци Радијума
Мадам Оливије говори Поароу да су се два мушкарца провалила у њеној лабораторији и покушала да јој покраду залихе Радијума. Поаро и Хејстингс се укрцавају у воз и у збрци због квара сигнала који је проузроковао Поароов пријатељ враћају се у вилу мадам Оливије да пронађу лопове. Упадају у заседу насилника, а за Оливијеову се открива да је број 3. Она говори да ће њих двоје помрети од њених руку како би спречила њихово даље мешање. Међутим, Поаро јој говори да његова цигарета садржи отровну стрелицу, а Оливијеова одвезује Хејстингса који одвезује Поароа и везује и запушава уста Оливијеовој.

### У кући непријатеља
Поаро и Хејстингс добијају писмо од Ејба Рајланда који је иживциран на Поароа што је одбио његову понуду. Поаро говори Хејстингсу да је Ејб Рајланд број 2, амерички милионер. Рајланд ускоро објављује вест да тражи ефикасну тајницу или тајника, а Хејстингс добија посао представљајући се као капетан Невил. Постаје сумњичав према послушнику Дивсу и сазнаје да је Рајланд примио шифровано писмо у којем му се говори да иде у каменолом у једанаест сати. Хејстингс шпијунира Рајланда, али га хватају Рајланд и Дивс који чекају Поароа. Када ја Поаро стигао, он упада у заседу Рајланда и Дивса уз помоћ десет полицајаца Скотланд Јарда. Рајланд је пуштен када је његов слуга обавестио полицију да је све то била само опклада, а Поаро схвата да је слуга био број 4.

### Загонетка Жутог јасмина
Месец дана касније, Поаро и Хејстингс напуштају Лондон како би истражили смрт господина Пејнтера у Вустерширу. Он има шест кинеских слугу као и свог телохранитеља Аха Линга за којег се Поаро занима. Када је Пејнтеру позлило после јела, позван је доктор Квентин који је рекао Пејтеровом братанцу Џералду да је дао Пејнтеру хиподермичку инекцију и наставио да поставља чудна питања о слугама. Пејнтер је пронађен мртав следећег јутра у соби закључаној изнутра. Чинило се да је пао са столице на грејалицу, а лекар је био крив што га је оставио у таквом положају.
Пре своје смрти, Пејнтер је мастилом написао „жути јасмин“ на својим новинама (жути јасмин је биљка која расте по целој кући). Пентер је такође под овим речима нацртао две линије под правим углом – знак сличан почетку броја 4. У истрази, Квентин долази под сумњу: он није био Пејнтеров редовни лекар, а његово сећање на догађаје је упитно. Према његовим речима, чим су врата затворена, Пејнтер му је рекао да се уопште не осећа лоше, али да му је укус карија чудан.

### Истрага у Крофтлендсу
Тврдило се да је Квентин Пејнтеру убризгао стрихнин, а не наркотик. Кари је испитан, а испитивање је показало да садржи смртоносну количину опијума што указује на телохранитеља Аха Линга који га је припремио. Инспектор Џап говори Поароу и Хејстингсу да је кључ пронађен у близини разваљених врата и да је прозор био откључан. Џап верује да је лице жртве угљенисано како би се прикрио идентитет мртвог човека, али Поаро верује да је човек Пејнтер. Поаро открива да је др. Квентин био број 4 и да је ушао у кућу и дао Пејнтеру инекцију жутог јасмина уместо стрихнина. Закључао је врата и изашао кроз прозор, а касније се вратио да стави опијум у узорак карија, баци Пејнтера на грејалицу и украде рукопис - разлог убиства.

### Шаховски проблем
Месец дана касније, Џап обавештава Поароа о још једној тајанственој смрти — смрти шаховског велемајстора Гилмора Вилсона који се срушио и умро од срчаног удара док је учествовао у партији са другим играчем, др. Саварановим. Џап сумња да је отрован и да је отров био намењен Саваронову, бившем револуционару у Русији који је побегао од бољшевика и за кога се веровало да је умро током револуције до његовог доласка у Енглеску. Претходно је неколико пута одбио да игра партију шаха са Вилсоном, али је на крају попустио. Партија се одиграла у Савароновљевом стану, а пратило ју је најмање десетак људи.
На Вилсоновом телу није било никаквих трагова осим мале опекотине на његовој левој руци у којој је држао белог лауфера када је умро, лауфера који је био део Саварановљевог комплета. Док Поаро и Хејстингс улазе у докторов стан, Поаро примећује да је антички персијски тепих пробушен ексером. После истраге у стану, Поаро и Хејстингс се враћају кући, а Поаро вади другог белог лауфера. Извагао је онај који је узео са оним што је Вилсон држао и открио да је онај који је држао тежи. Објашњава да лауфер у себи има металну шипку тако да се струја која пролази кроз недавно реновирани стан испод напаја кроз ексер у такође дорађеном столу и у лауфера. Лауфер је изабран због Вилсонових предвидљивих првих неколико потеза (Вилсон је ударен струјом након што је одиграо потез лауфера шпанске партије који се састојао од потеза 1.е4 е5 2.Нф3 Нц6 3.Бб5 – поље б5 је било наелектрисано, а бели лауфер са металном шипком био је на том пољу).
Поаро сумња да слуга у стану и Савароновљева братаница раде за Велику четворку и верује да је братаниц варалица јер је стриц није видео пре него што је живела са њим у Енглеској од када је била мало дете. Међутим, када су Поаро и Хејстингс стигли у стан да даље истраже, Савароновљевој братаници су била везана уста и била је онесвешћена, а Ивана и доктора нигде нема. Поаро закључује да је Саваронов заиста умро у Русији и да га је број четири глумио како би имао параван. Више пута је избегавао партију знајући да ће га његова неспособност да игра шах разоткрити као преваранта јер је прави доктор Саваронов био други најбољи шахиста на свету. Када су његова одбијања коначно пропала и био је приморан да игра против Вилсона, он је средио да Вилсон умре пре него што би било каква шаховска стратегија била неопходна са његове стране.

### Клопка са мамцем
Убрзо након тога, Хејстингс добија телеграм од свог кућепазитеља у којем се наводи да је његову жену отела Велика четворка у Аргентини и да, ако жели да обезбеди њену безбедност, мора да прати слугу кинеза и не оставља поруке за Поароа који није био ту у то време. Он оставља четири књиге на столу као поруку за Поароа и прати слугу до напуштене куће у кинеској четврти где га он одводи у собу налик арапским и присиљава да пише Поароу и тражи његову помоћ од стране слуге Лија Ченга Јена. Поаро је убрзо виђен преко пута куће, а Хејстингс је приморан да га позове у кућу.

### Миш улази
Међутим, када је ушао, Поаро баца димну бомбу унутра и онесвешћујући све, а Хејстингс је спашен. Поароа Хестингса обавештава да је његова жена већ више од три месеца безбедна у месту које је Поаро организовао очекујући да ће Велика четворка кренути на њу и да је телеграм био лажан како би се осигурала његова сарадња.

### Лажна плавуша
Поароови агенти се враћају са свог рада на препознавању броја 4 и износе четири имена. Господин Клод Дарел изгледа сумњиво јер је посећивао и Кину и Америку. Врло брзо, Дарелова пријатељица Флоренс Монро зове Поароа да тражи податке о Дарелу. Она помиње једну важну тачку да када једе увек узме парче хлеба и њиме утапка мрвице. Обећава да ће му послати слику Дарела. Двадесет минута касније госпођицу Монро су ударила кола и убила је на месту, а број четири је украо слику.

### Страшна катастрофа
Поаро, Хејстингс и Инглс се састају са министром унутрашњих послова и његовом странком. Инглс одлази у Кину, а Поаро открива чудну чињеницу – има брата близанца. Њих двојица долазе кући код медицинске сестре која говори да њен послодавац, господин Темплтон, често има гастричне нападе након јела. Када је испитан узорак супе и утврђено да садржи антимон, поново су кренули. Долазак Темплтоновог усвојеног сина изазива сметњу јер он говори Поароу да мисли да његова мајка покушава да отрује његовог оца. Поаро се претвара да има грчеве у трбуху, а када је остао сам са Хејстингсом он му брзо говори да је Темплтонов син број четири јер је док је био за столом брисао мрвице малом кришком хлеба. Њих двојица се спуштају низ бршљан и стижу у свој стан. Њих двојица су ухваћени у замку. Кутија шибица напуњена хемикалијом је пукла и онесвести Хејстингса и убила Поароа.

### Кинез на самрти
Још један потрес дочекао је Хејстингса убрзо након сахране. Џон Инглс је пао у море на свом броду за Кину, али Хејстингс је знао да је ово убиство које је извршио сам Клод Дарел, број четири. Након што су га прерушени број четири и грофица Росаков два пута упозорили да крене у Јужну Америку, Хејстингс је позван у болницу јер је Инглсов слуга Кинез избоден и имао је поруку у џепу за Хејстингса. Слуга је успео да изговори „Ханделов Ларго“, „кароца“ и још неколико речи на италијанском пре него што је умро. Хејстингс такође добија писмо од Поароа у којем се каже да иде у Јужну Америку пошто је то био део плана. Велика четворка би помислила да одлази и да би могао да 'произведе хаос у њиховој средини'. То је потврђено када му је господин у бунди (број четири) послао писмо у коме пише 'Мудар си'.

### Успели трик броја четири
Хејстингс је потресен, а Поаро говори да је то морало тако да би његова смрт изгледала сигурно за Велику четворку. После вишемесечних припрема, њих двојица су кренули пут Италије у Лаго ди Кареца са чланом тајне службе који уверава Поароа да италијанска, француска и енглеска влада раде у тандему и да је све спремно. На путу до скровишта Велике четворке, њих двојица се заустављају у хотелу. По доласку на вечеру виде човека како скаче са свог стола и, након даљег прегледа, почиње да петља са својим хлебом. Број четири је видео да је Поарот жив и морао је да одлучи како да поступи. Број четири, прерушен као и обично, почиње да разговара са њима не схватајући да знају његов идентитет. Током ћаскања, светла се гасе, а Поаро и Хејстингс су онесвешћени и одвучени.

### У Фелсенском лавиринту
Поаро иХејстингс су одведени у седиште Велике четворке - Фелсенски лавиринт. Суочавају се са Рајландом, Оливијеовом и Бројем четири и са Ченгом Јеном у Кини, а касније и Вером Росаков, али чека их изненађење. Изгледа да човек ког су заробили није Херкул Поаро већ његов брат близанац Ахил. Човек има дубљи глас, нема бркове и има ожиљак на усни.
Он обавештава четворо људи да је планина опкољена и да се полиција спрема да упадне у штаб. Увидећи пораз, троје чланове се повлаче у лабораторију, а Вера одлучује да се ценка са Поароом. Он тврди да може да оживи мртве, а она каже да ће их спасити ако јој врати мртво дете. Њих троје истрчавају из планине у тренутку када је одлетела у ваздух, а Рајланд, Оливијеова и Број четири су изгинули.
Хејстингс доживљава још једно изненађење. Ахил Поаро није ни постојао – све време је то био прерушен Херкул Поаро. Он успева да врати грофици њено дете које је заиста остављено у сиротишту, а новине откривају да је Ли Ченг Јен, познати кинески политичар, извршио самоубиство. Прича се завршава тако што Поаро ламентира да ће сви његови други случајеви изгледати досадно и питомо у поређењу са овим случајем.
Роман се завршава тако што се Хејстингс враћа у Аргентину, а Поаро размишља о одласку у пензију. Каже да жели да гаји тиквице.

## Ликови
Главни
- Херкул Поаро, чувени приватни детектив. Уморан од свог живота у Енглеској и бављења обичним стварима, у искушењу је да се пресели у Бразил. Добио је новчану понуду превише добру да би је одбио.
- Артхур Хастингс, Поароов помоћник у два ранија романа и две кратке приче. Ово је његов повратак након романа Убиство на терену за голф (1923). У том роману Хејстингс је планирао да се ожени "Пепељугом" и пресели се са њом у Аргентину. Овде се сазнаје да је урадио како је планирао и да је напредовао од сточарства. Годину и по дана касније, он се враћа у Лондон да обави неке послове и да посети Поароа. Кратко ради као тајник Ејба Рајланда под псеудонимом Артур Невил.
- Инспектор Џап, Поароов пријатељ из полиције коме је ово друго појављивање после романа Тајанствени догађај у Стајлсу. Он је инспектор Скотланд Јарда. Он је препознао Мајерлинга.

Велика четворка
Вишеетничка банда од четири особе која ради на светској доминацији. Они имају тајно скровиште у каменолому од Доломитима. У власништву је италијанског друштва, лажног друштва Ејба Рајланда. Каменолом крије огромну подземну базу издубљену у срцу планине. Одатле користе бежичну комуникацију за издавање наредби хиљадама својих следбеника у многим земљама. Ликови обухватају типичне етничке и народне стереотипе британске фикције из 1920-их. Ликови су:
- Ејб Рајланд, такозвани амерички краљ сапуна. Наводи се да је богатији од Џона Д. Рокфелера и да је најбогатији човек на свету. Почетком романа, Рајланд покушава да унајми Поароа и позива га у Рио де Жанеиро наводно да истражи шта се дешава у великом друштву. Поароу се нуди богатство и он је у искушењу да прихвати. Он на крају одбија и та радња се више не разрађује. Вероватно је Рајланд намеравао да га заврбује за организацију.[7] Умире када скривена база Четворке експлодира.[7] Он представља моћ богатства.[7]
- Мадам Оливије, францускиња научница. За њу се наводи да је позната нуклеарна физичарка и аналитичка хемичарка. Поаро сумња да је тајила прави обим својих истраживања нуклеарне енергије. Он сматра да је она „успела да ослободи атомску енергију и да је упрегне у своју сврху“.[7] Речено је да је користила гама зраке које емитује радијум да усаврши смртоносно оружје.[8] Она је удовица. Радила је са својим мужем, спроводећи њихова заједничка истраживања до његове смрти.[6] За њу се каже да више личи на свештеницу из прошлости него на савремену жену.[7] Она умире када је скривена база Четворке одлетела у ваздух.[7] Представља научна истраживања посвећена политичким циљевима.[7]
- Ли Ченг Јен, кинески вођа и мозак групе, рекао је да има најбољи злочиначки мозак икада познат. Он је невидљиви лик који никада не излази из Кине, али о њему често говоре други ликови. Њега покреће сопствена жудња за моћи и потреба да успостави своју личну надмоћ. Недостаје му војна снага за освајање уобичајеним средствима, али се за 20. век каже да је век немира који му нуди друга средства за постизање његовог циља. Кажу да има неограничен новац за финансирање операција. Његове методе укључују мито и пропаганду. Он контролише "научну силу моћнију него што је свет сањао".[7] Речено је да су "мушкарци који се највише појављују у очима јавности људи мале или никакве личности. Они су марионете које плешу уз жице које вуче мајсторска рука, а та рука је рука Лија Ченга Јена". Он је моћ иза престола Истока.[7] Он је отелотворење Жуте опасности. За његове завере се каже да укључују немире широм света, радне спорове у сваком народу и револуције у некима од њих.[8] На другом месту се објашњава да је он мандарин и да живи у сопственој палати у Пекингу. Он надгледа истраживање код људи без обзира на смрт и патњу његових субјеката истраживања.[6][7] На крају је извршио самоубиство.[7]
- Клод Дарел, познат и као "Уништитељ". Он је опскурни енглески глумац и мајстор прерушавања. Он је главни убица групе. Појављује се са стално у променљивим лицима и вишеструким идентитетима кроз роман.[7] Он може потпуно да промени свој физички изглед и личност. Познато је или се сумња да су многи ликови из романа међу улогама које Дарел игра.[8] Дарел је описан као стар око 33 године, смеђе косе, светле пути, сивих очију. Његова висина је 1,78 метара. Његово порекло је тајанствено. Свирао је у музичким салама, а такође и у репертоарским представама. Нема познатих присних пријатеља. Био је у Кини 1919. године, али се вратио у Уједињено Краљевство преко Сједињених Држава. Одиграо је неколико улога у Њујорку. Није се једне ноћи појавио на позорници и од тада се за њега никада није чуло. Њујоршка полиција каже да је његов нестанак најтајанственији. Дарел има једну слабост која може одати његов прави идентитет: када вечера, Дарел обично мота комаде хлеба у мале куглице.[8] Умире када је скривена база Четворке одлетела у ваздух.[7] Он је такође ефективно шпијун и представља тајне службе и обавештајне агенције.[7]

Остали
Ове ликове описује Зембој.‍:43–47 Већину је такође описао и Бансон.‍:24–25 
- Ахил Поаро, Херкулов наводни брат близанац. Изгледа да је заснован на Мајкрофту Холмсу, брату Шерлока Холмса. Оба лика су подједнако сјајна као и њихова позната браћа, али превише индолентни да би постигли много. Ахил нема бркове, а Херкул га описује као свог мање згодног близанца. Касније је откривено да је Ахил у ствари Херкул Поаро прерушен.
- Грофица Вера Росаков, елегантна, ексцентрична и превртљива руска аристократкиња која тренутно нема личног богатства. Раније је упознала Поароа у причи „Двоструки траг“, где је Поаро био одушевљен њом. Она је агенткиња Четворке која касније постаје двострука агенткиња. Вера се може видети као Поароова Ајрин Адлер — оне су једине жене које упадају у очи својих детектива. Лик се појавио по трећи и последњи пут у причи "Керберово заточеништво". У овом роману она такође користи лажно име Инес Вероно. Она је Поароу и пријатељица и противница. Запослена је као тајница код мадам Оливије.
- Џозеф Аронс, епизодни лик који се први пут појавио у роману Убиство на терену за голф. Појављује се и у неколико прича о Поаро. Он је позоришни агент и помаже Поароу да открије глумца Клода Дарела.
- Ах Линг, слуга Кинез господина Пејнтера. Омиљени осумњичени инспектора Џапа за убиство.
- Бетси Ендрус, кућна помоћница Џонатана Волија. Она је открила леш и вриснула од потреса.
- Пуковник Еплби, тајник Ејба Рајланда.
- Професор Боргојн, паришки научник који је имао везе са Џоном Халидејем пре његовог нестанка.
- Господин Бронсон, кућепазитељ Хејстинговог салаша у Аргентини. Шаље лоше вести свом шефу.
- Мадмоазел Клод, једна од двоје помоћника мадам Оливије.
- Пјер Комбо, стари Поароов пријатељ који детективу дугује услугу. Он ради како Поаро тражи, повлачећи уже у возу Париз-Кале. Овај чин омогућава Поароу да неопажено напусти заустављени воз.
- Сидни Краутер, уважени министар унутрашњих послова. Још један пријатељ који Поароу дугује услугу. Он препоручује Хејстингса за посао тајника Ејба Рајланда. Рајланд је у то време радио у Енглеској и тражио је новог тајника. Касније упознаје Поароа са господином Дежардоом, председником владе Француске.
- Соња Давидов, сестирчина и сустанарка др. Саваронова. Она треба да наследи Саваровљево богатство од госпође Госпоже када он умре.
- Динс, собар Ејба Рајланда. Он је рођен у Енглеској, али је годинама живео у Сједињеним Државама. Он прати свог шефа током боравку у Енглеској.
- Месје Дежардо, председник владе Француске. Поаро са њим разговара о питању Велике четворке.
- Остин Фоли или Остин Ли, невидљивилик и један од осумњичених за прави идентит "Уништитеља". Потекао је из добре породице. Увек је имао укуса за глуму и на тај начин се истакао на Оксфорду. Сјајан ратни досије. Заљубљеник у криминологију. Имао је слом живаца од последица саобраћајне несреће пре три и по године и од тада се више није појављивао на сцени. Његово тренутно боравиште није познато. 35 година, 1,75 м, светла пут, очи плаве, коса смеђа.
- Роберт Грант, познат и као Абрахам Бигс, слуга Џонатана Волија, "грубог" порекла. Он је бивши робијаш оптужен за убиство и ухапшен као осумњичени.
- Џон Халидеј, научник који је посетио Париз на скупу и нестао.
- Госпођа Халидеј, супруга несталог Џона Халидеја. Нема појма шта се десило њеном мужу или зашто.
- Господин Хелси, човек који је организовао Поароов рзговор са Џоном Инглсом.
- Капетан Харви, млади агент британске обавештајне службе. Он доноси вест да је Кина политички одвојена, да ће се Велика четворка састати у Италији и да су се британска, француска и италијанска влада удружиле против њих. Са Поароом као шефом удружене операције.
- Месје Анри, један од двоје помоћника мадам Оливије.
- Хоџсон, Мекнил и Џонсон, Поароови заступници.
- Џон Инглс, државни службеник у пензији наводно осредње памети. Он је стручњак за Кину и све кинеске ствари. Обавештава Поароа о идентитету Лија Ченга Јена.
- Џејмс лакеј Ејба Рајланда.
- Капетан Кент, члан Тајне службе Сједињених Држава. Он истражује нестанак господина Халидеја. Више воли британске законе о алкохолним пићима него законе своје земље. Узрујава га прохибиција.
- Феликс Лаон, висок, мршав мушкарац који напада Хејстингса у хотелској соби у Паризу. У тучи, чини се да Лаон губи новчаник. Али наговештено је да је новчаник подметнут да би га Хастингс пронашао.
- Артур Левершом, аутор тајанственог писма упућеног Ејбу Рајланду.
- Ернест Латрел, невидљиви лик и један од осумњичених за прави идентитет "Уништитељ". Син северноенглеског пароха. Избачен је из јавне школе. Глумом почео да се бави са двадесет три године. Наркоман. Претпоставља се да је отишао у Аустралију четири године раније. Не може му се ући у траг после одласка из Енглеске. Стар 32 године, висина 1,78 метара, глатко обријан, смеђа коса, равног носа, светле боје тена, сиве очи.
- Госпођица Мартин, смеђокоса стенографкиња Ејба Рајланда. Хејстингс, који је још увек ожењен, је очаран њом. Ово је знак континуитета да Хејстингс има меку тачку за жене кестењасте косе. У роману Тајанствени догађај у Стајлсу, Хејстингс је био очаран кестењастокосом Синтијом Мердок и запросио ју је. Ово би постало скеч, а Поаро је често задиркивао Хејстингса. Кад год Хејстингс укаже на невиност младе, лепе и женске особе осумњичене за убиство, Поаро лукаво пита: „Да ли она има кестењасту косу?“ Госпођица Мартин му признаје да је отворила тајанствено писмо њиховог шефа.
- Џон Сент Мјур, невидљиви лик и један од осумњичених за прави идентитет "Уништитеља". Има лажно име, а његово право име је непознато. Верује се да је пореклом из Кокнија. Некада је био дете глумац. Радио имитације у музичкој дворани. Три године се за њега није чуло. Стар око 33 године, висок 1,78 метара, витке грађе, плавих очију, светле боје.
- Господин Мајерлинг, бивши припадник тајне службе и жртва Велике четворке. Умире у Поароовом стану.
- Господин Мекнил, један од Поароове тројице заступника. Мекнил обавештава Хејстингса да су пронашли Флоси Монро.
- Инспектор Мидоуз, представник полиције Моретонхеампстеда који истражује смрт Џонатана Волија. Он је стари пријатељ инспектора Џапа који га је препоручио Поароу. Он је вољан да укључи Поароа у случај.
- Мајки син госпође Темплтон из првог брака и посинак господина Темплтона. Описан је као заостао. Он избацује непријатне предлоге у вези своје мајке. Има живчану навику која подсећа на Клода Дарела.
- Флоси Монро стара пријатељица Клода Дарела. Има избељену плаву косу и више воли Макс фактор и мајице са монограмом. Она Поароу даје податке о Дарелу и његовој навици које се могу користити за његово препознавање без обзира на његову маску.
- Мејбел Палмер, медицинскака сестра. Она се обратила Поароу како би изразила своје сумње у убиство у вили Темплтонових.
- Господин Пејнтер, нежења од 55 година. Позвао је свог младог братанца да се настани у његовом дому. Братанац, уметник, прихватио је. Пејнтер је тада умро у „несрећи“ у својој соби.
- Џералд Пејнтер, братанац и наследник господина Пејнтера. Уметник, описан као "дивљи и екстравагантан". Инспектор Џап га сматра типичним за уметника. Наслеђује имање свог преминулог стрица.
- Госпођа Пирсон, Поароова газдарица и домаћица. Њени задаци укључују отварање врата, руковање његовом преписком, снимање телефонских порука. Она иначе не говори.
- Др. Риџвеј, Поароов лекар.
- Др. Квентин, лекар је крив за смрт господина Пејнтера
- Господин Сондерс, човек који је средио да бивши осуђеник Роберт Грант нађе посао када је изашао из затвора. За њега се каже да изгледа као проповедник, али са поломљеним предњим зубом. Он има склоност да успори своје речи када говори.
- Др. Саваранов, други најбољи шахиста на свету. Број четири се прерушава у њега у Лондону где га је изазвао на партију америчк првак. Наведен је као наследник богатства госпође Госпоже, која је и сама била удовица и једина наследница шећерног профитера Руског царства. Прави др. Саваронов је био руски револуционар који је умро од руке бољшевика. Број четири преузима његов идентитет да би украо наследство.
- Господин Темплтон, старији господин који се разболео за време оброка. Разлог његове болести је неутврђен.
- Госпођа Темплтон, супруга господина Темплтона. Поаро јој прича причу о жени која је отровала свог мужа и шта јој се догодило. Она је постала све живчанија када је чула причу.
- Др. Тривс, домаћин вечере у дому Темплтонових. Током вечере, Поароу је позлило.
- Џонатан Воли, још једна жртва Велике четворке. Убијен у својој вили "Велики бунгалов" у селу Хопатон у Девону. Писао је Џону Инглсу и тражио новац да побегне из Велике четворке.
- Гилмур Вилсон, млади амерички првак у шаху. Изазвао је др. Саваронова на партију и умро током исте. Сумњало се за отров да је узрок смрти.
- Др. Болито, уобичајени лекар господина Пејнтера који је био на одмору у време Пејнтерове смрти.

Неименовани ликови
Све ове ликове описује Зембој.
- Неименовани лекар. Његова улога је да прогласи смрт Мајерлинга.
- Неименовани човек из психијатријске болнице "Ханвел". Он тврди да је Мајерлинг недавно одбегли болесник психијатријске болнице.
- Неименовани слуга кинез Џона Инглса. Једина одлика му је апатично лице.
- Неименовани старији човек из руралног подручја око Хопатона. Он даје Поароу и Хејстингсу упутства како да пронађу бунгалов "Гранит", а он је такође тај који их је обавестио да је Џонатан Воли убијен.
- Група Словена и других странаца који посећују Поароа у његовом стану из тајанствених разлога. Описано као да изгледа необично и одбојно.
- Мрачан човек без имена, мршав и средњих година. Он прилази Хејстингсу у малом ресторану у Соху. Снажно „саветујући“ човека да напусти Енглеску и врати се у Јужну Америку.
- Неименовани Кинез, бивши слуга Џона Инглса. Он испоручује загонетну поруку Хејстингсу, а затим умире у болници "Сент Џајлс" у Лондону.
- Неименовани официр пароброда "Ансорија" којим је Хејстингс ишао у Јужну Америку. Он буди Хејстингса да га обавести да ће променити брод. Његово ново одредиште је Белгија.
- Неименовани слуга Белгијанац, доста стар. Очигледно слуга Ахила Поароа у његовој вили. Он прима Хејстингса у име свог послодавца.
- Неименовани гост хотелског ресторана у Болцану у Јужном Тиролу у Италији. Има живчану навику која подсећа на Клода Дарела. Случајно сревши Поароа, човек је скочио са свог места и журно изашао.
- Неименовани конобар хотелског ресторана у Болцану у Јужном Тиролу у Италији. Он се сударио са гостом који је ужурбано излазио.

## Анализа
Џери Спир истиче да роман одступа од формуле романа и прича о Херкулу Поароу. Радња романа није смештена у каштел или сеоско подручје као неки његови претходници, нити ликови представљају британско племство. Зликовци су багра међународних злочинаца који управљају тајним, великим удружењем. Њихови циљеви укључују такозвану дезинтеграцију људске цивилизације. Они управљају "научном снагом", неком врстом оружја. Спир нагађа да би они могли да чувају тајне теже или нуклеарне енергије.
Армин Риси се слаже да је ово требало да буде велики случај Поароовог живота јер сам лик тврди да ће сви други случајеви изгледати питоми у поређењу са овим. Поаро не проналази убицу. Он мора да се суочи и разоткрије наднародно удружење висококотираних личности које раде на светској доминацији. Риси види књигу као дело тајне повести које је подстрекнуто догађајима и узроцима Првог светског рата и Октобарске револуције (роман је вероватно написан 1924. или 1925. године; види биографску напомену испод). Основни сценарио романа има тајне моћи (Четворке) које утичу на човечанство и ток повести. Риси ово изгледа као упозорење Агате Кристи да организације из стварног живота раде исто. Истиче да ни сама Кристијева можда није била објективна историчарка. Била је чланица високог друштва у Британском царству. Али ова чињеница јој је можда омогућила приступ непосредним посматрачима светске политике и тајних послова иза њих. Током међуратног раздобља, Први светски рат и Октобарска револуција су и даље биле значајне теме разговора. Он теорише да је Кристијева можда сазнала за удружења завереника активних у то доба, барем оне активне у граду Лондону. Већ су постојале гласине да тајне снаге спремају Други светски рат или чак трећи.
Роман описује Четворку: „Постоје људи, а не застрашивачи, који знају о чему говоре и кажу да постоји сила иза кулиса […] Сила која има за циљ ништа мање од распада цивилизације. У Русији је, знате, било много знакова да су Лењин и Троцки само марионете чију је сваку акцију диктирао туђи мозак." На другом месту у роману, Поаро наводи да је њихов циљ био да униште постојећи друштвени поредак и да га замене анархијом у којој би владали као диктатори. Претња од четворке изгледа да потиче из Кине. Једна од жртава убиства Четворке је морепловац Џон Вели који се вратио из Шангаја. Наговештава се да је ово путовање посредно изазвало његову смрт пошто је наишао на нешто злокобно у Кини. Још једна жртва је богати светски трговац господин Пејнтер чији су остаци спаљени у његовом камину. У близини тела налазила се загонетна порука мастилом: „Жути јасмин“. Пејнтер је писао књигу под називом "Скривена рука у Кини" која је изгледа дала побуду за његово убиство. Велика четворка у једном тренутку испитује нову технологију и оружје. Моћна бежична инсталација је коришћена за усмеравање енергије „далеко изнад свега што је до сада покушано“. Способан је да усмери сноп великог жестине и разорне моћи. То је испитанон против торпеда бродова у Краљевској морнарици који су потпуно уништени.
Џејмс Зембој примећује да овом роману недостаје јединство заплета правог романа. То је низ епизода само обједињених темом Херкула Поароа који истражује и открива идентитет једног од зликоваца. Сама велика четворка су јединствени ликови од којих сваки представља персонификацију зла. Али Зембој сматра да овим ликовима недостају особине које би их учиниле забавним, занимљивим или лично занимљивим. Мањи ликови нису јединствени. Они су генерички гласници или добављачи података. Џон Инглс служи само да пружи податке о Лију Ченгу Јену, Флоси Монро је значајна само у пружању једног трага, а Соња Давидов само да покаже Поароу положај шаховског стола.
Зембоју је књига нетипично досадна за Кристијеву. Он верује да читаоци којима је овај роман једино изложен њеном делу вероватно неће следити више њених књига. Епизодичност књиге могла је да доведе до тога да буде дупло или упола дужа, без икакве разлике. Образац романа је низ опасних сусрета и неуспеха у хватању злочинаца. Поаро више пута поставља замке за непријатеља. Непријатељ стално зна унапред и не пада на њих. На другој страни, Велика четворка поставља замке Поароу. Он избегава већину њих и открива да је четворка предвидела и његове потезе. Пада у неке "праве" замке.
Роман нуди више података о Хејстингсу. Оженио се својом "Пепељугом" и преселио се у Јужну Америку. Оба догађаја су укратко поменута у роману Убиство на терену за голф. Роман би могао да послужи и као завршница за Поароа. На крају одлучује да се повуче на село и да се бави својом новом занимацијом, гајењем тиквица. Ова наизглед противречи роману Убиство Роџера Акројда у ком је Поаро већ у пензији и већ гаји тиквице. Зембој указује да је роман Велика четворка написан пре романа Убиство Роџера Акројда. Он бележи навод из књиге Аутобиографија у ком Кристијева бележи да је између романа Човек у смеђем оделу и Тајна замка Чимниз написала је још један роман.

## Књижевни значај и пријем
Преглед књиге часописа Књижевни додатак био је позитиван, иако нетачан напомену у свом издању из 3. фебруара 1927. године када је претпоставио да је другачији стил књиге од њеног непосредног претходника Убиство Роџера Акројда било намерно трик: "Поаро, белгијски детектив који је фигурирао у другим причама госпође Кристи, у веома је доброј форми у последњем низу пустоловина. Уређај који је учинио „Убиство Роџера Акројда“ тако загонетним проблемом за читаоца детективске фантастике је онај који писац не може лако да употреби други пут и заиста ова прича није толико расветљавање загонетке колико рецитал Поароових сусрета са једном од тих познатих скупина међународних лопова скоро неограничене моћи који желе да доминирају светом.“ Хејстингс је описан као „приглуп као и увек“.
Чланак часописа Њујоршки књижевни преглед 2. октобра 1927. изложио је основе заплета и навео „Број четири“ остаје загонетка скоро до краја. То, наравно, отежава детективу да се чува од напада и о његовој истрази и она пружа већину узбуђења приче."
Рецензент часописа Посматрач у чланку из 13. фебруара 1927. није очекивао изворност читајући књигу која се бави темама Велике четворке, али је признао да „Када неко отвори књигу и пронађе име Ли Ченг Јен и буде одведен у подземне одаје у Источном крају 'обешене богатом источњачком свилом', човек се плаши најгорег. Није да нам госпођа Кристи даје најгоре. Она је превише спретна и вешта за то. Али кратке, интерполиране загонетке унутар загонетке су заиста много занимљивије од махинација супермена 'Велике четворке'." Закључак књиге је био „претенциозан“ и „не успева да буде задивљујућ“, а рецензент је закључио рекавши: „Књига има своја узбуђења – у ствари, превише. Она настоји да у танчине надокнади оно што јој недостаје у квалитету и доследности“.
У чланку часописа Шкот 17. марта 1927. је речено: „Радње самог Поароа не могу се схватити озбиљно као што се узима, на пример, Шерлок Холмс. Књига заиста више личи на претерану пародију популарне детективске фантастике него на озбиљан есеј тог типа, али свакако пружа доста забаве за читаоца који је спреман да се забави. Ако је то била намера ауторке, успела је до савршенства".
Роберт Барнард: „Овај трилер је спојен на најнижој тачки у Кристином животу уз помоћ њеног зета. Доброчинство је стога ред дана и потребно је јер је ово прилично ужасно и (шта год неко мисли о њему као о стварању) понижавајуће за Поароа“.

## Везе са другим делима
Повесничар Џереми Блек истиче да велики број романа Агате Кристи из међуратног раздобља бележи мерила страхова богатог друштва у то доба. Додала је и „параноичну” осуду у вези са завером. Ово је елемент присутан у њеном књижевном раду и одсутан у прилагођавањима дела Агате Кристи за телевизију и филм.
Блек додаје да је Кристино дело на свој начин типично за књижевност међуратног раздобља од чега је велики део одражавао забринутост због страних претњи и веза између домаћих и међународних изазова. Ликови романа Велика четворка представљени су као скривени узрок и повезујућа претња између светских немира, радних спорова и револуција тог раздобља — посебно Октобарске револуције при чему су Владимир Лењин и Лав Троцки описани као њихове марионете. Велика четворка такође има напредну технологију у свом арсеналу.
Ли Ченг Јен је истовремено створење злокобног источњаштва и одјек ранијег књижевног лика: Фуа Манчуа Сакса Ромера. Овај лик је описан као „највећи геније којег су силе зла вековима постављале на Земљу“, непријатеља Британског царства и британске цивилизације уопште. Лик је комбиновао велику окрутност са напредним научним истраживањем. У роману Загонетка др. Фуа Манчуа (1913), истоимени лик је представљен као лик иза противзападних поступака у британском Хонг Конгу и кинеском Туркестану. Он удара против западних политичара и администратора који су свесни тајне геополитичке важности Тонкина, Монголије и Тибета, користећи ове области као кључаоницу на капији Индијског царства.
Агенти Фуа Манчуа били су свеприсутни чак и у Енглеској. Његова организација је била упоређена са жутом хоботницом са Фуом Манчуом на челу са дакоитима и насилницима као пипцима. Ови агенти су убијали тајно и брзо не остављајући никакав траг за собом. То су били књижевни претходници Четворке и њихови агенти.
Дејвид Сачет који је играо Поароа у истоименој ITV-овој серији од 1989. до 2013. године имао је другачији предлог о пореклу Велике четворке. Открио је да су они зли пандан серијалу Четири праведна човека Едгара Валаса. Он се, међутим, слаже да је за лик Лија Ченга Јена подстрек био лик Фуа Манчуа.

## Развој романа из кратких прича
Овај роман је започео као низ од дванаест кратких прича (једанаест у САД).

### Прво објављивање прича
Грађа књиге се разликује од већине Кристиних романа по томе што је роман Велика четворка низ кратких случајева у које су укључени зликовци из Велике четворке, а не истрага једног злочина. Роман је изведен из низа повезаних кратких прича које су се први пут појавиле у часопису Скица 1924. године под насловом Човек који је био број 4, а затим спојене у једно приповедање.
Називи објављених прича (које су пренете без илустрација) су следећи:
- Неочекивани гост: Први пут објављено у броју 1614 часописа Скица 2. јануара 1924. Ово је створило основу за 1. и 2. поглавља књиге – Неочекивани гост и Човек из луднице.
- Пустоловина дартмурског бунгалова: Први пут објављено у броју 1615 9. јануара 1924. Ово је створило основу за 3. и 4. поглавље књиге – Још нешто о Лију Ченгу Јену и Значење овчијег бута.
- Дама на степеништу: Први пут објављено у броју 1616 16. јануара 1924. Ово је створило основу за 5. и 6. поглавља књиге – Нестанак научника и Жена на степеницама.
- Крадљивци радијума: Први пут објављено у броју 1617 23. јануара 1924. Ово је створило основу за 7. поглавље књиге са истим насловом.
- У кући непријатеља: Први пут објављено у броју 1618 30. јануара 1924. Ово је створило основу за 8. поглавље књиге са истим насловом.
- Загонетка Жутог јасмина: Први пут објављена у броју 1619 6. фебруара 1924. Ово је створило основу за 9. и 10. поглавље књиге – Загонетка Жутог јасмина и Истрага у Крофтлендсу.
- Шаховски проблем: Први пут објављен у броју 1620 13. фебруара 1924. Ово је створило основу за 11. поглавље књиге са истима насловом. Једанаесто поглавље романа објављено је и као самостална кратка прича током поновног штампања.[5]
- Клопка са мамцем: Први пут објављено у броју 1621 20. фебруара 1924. Ово је створило основу за 12. и 13. поглавље књиге – Клопка са мамцем и Миш улази.
- Пустоловина лажне плавуше: Први пут објављено у броју 1622 27. фебруара 1924. Ово је створило основу за 14. поглавље књиге са мало измењеним насловом Лажна плавуша.
- Страшна катастрофа: Први пут објављено у броју 1623 5. марта 1924. Ово је створило основу за 15. поглавље књиге са истим насловом.
- Кинез на самрти: Први пут објављено у броју 1624 12. марта 1924. Ово је створило основу за 16. поглавље књиге са истим насловом.
- Штаб у Доломитима: Први пут објављено у броју 1625 19. марта 1924. Ово је створило основу за 17. и 18. поглавље књиге – Успели трик броја четири и У Фелсенском лавиринту. То је била и последња Поароова прича коју је Кристијева написала за часопис Скица.

У Сједињеним Државама, већина прича Велике четворке се први пут појавила у часопису Плава књига утолико што се објављивање варијанте књиге догодило током објављивања прича у Плавој књизи. Поред тога, варијанта објављена у Плавој књизи била је она из текста књиге (са малим скраћеницама), а не она из текста часописа Скица из Велике Британије из 1924. године. Стога се може посматрати као серијализација књиге, а не као поновно штампање кратких прича. Сви делови су носили илустрацију. Илустратор за првих пет наставака био је Л. Р. Густавсон док је Вилијам Молт обезбедио илустрације за последњих шест.
Редослед објављивања је био следећи:
- Неочекивани гост: Први пут објављено у издању из марта 1927. (том 44, број 5) које је чинило 1. и 2. поглавље књиге.
- Пустоловина у Дартмуру: Први пут објављено у издању из априла 1927. (том 44, број 6) које је формирало 3. и 4. поглавља књиге.
- Дама на степеницама: Први пут објављено у издању из маја 1927. (том 45, број 1) које је чинило 5. и 6. поглавље књиге.
- Крадљивци радијума: Први пут објављено у издању из јуна 1927. (том 45, број 2) које је чинило 7. поглавље књиге.
- У кући непријатеља: Први пут објављено у издању из јула 1927. (том 45, број 3) које је чинило 8. поглавље књиге.
- Загонетка Жутог јасмина: први пут објављено у издању из августа 1927. (том 45, број 4) које је формирало 9. и 10. поглавље књиге.
- Шаховски проблем: Први пут објављен у издању из септембра 1927. (том 45, број 5) које је чинило 11. поглавље књиге.
- Клопка са мамцем: Први пут објављено у издању из октобра 1927. (том 45, број 6) које је формирало 12. и 13. поглавље књиге.
- Лажна плавуша: Први пут објављено у издању из новембра 1927. (том 46, број 1) које је чинило 14. поглавље књиге.
- Непријатељски удари: Први пут објављено у издању из децембра 1927. (том 46, број 2) које је чинило 15. и 16. поглавље књиге.
- Штаб у Доломитима: Први пут објављено у издању из јануара 1928. (том 46, број 3) које је чинило 17. и 18. поглавље књиге.

Најава објављивања ових прича у Плавој књизи била је још у новембру 1925. године када су уредници на крају објављивања приче "Наслеђе Лемежерерових" објавили: „Даље приче Агате Кристи, која је чврсто утемељена и прва линија писаца загонетки и детективских прича, појавиће се у наредним бројевима часописа Плава књига. Пазите се Велике четворке." Разлог одлагања објављивања на крају није познат.

### Време издавања Кристиних дела
Овај роман је објављен годину дана након романа Убиство Роџера Акројда (1926) и био је у сенци свог претходника.
Године 1926. Кристијева је већ била дубоко погођена смрћу своје мајке раније те године и распадом брака са Арчибалдом Кристијем. Њен девер Кембел предложио је да се приче из Скице саставе у један роман уместо да се подвргне напору састављања потпуно новог романа и помогао јој је да их ревидира у кохерентнији облик за објављивање књиге. Његова помоћ је углавном била у облику ревизије почетака и крајева прича како би се боље улиле у роман – суштина сваке приче остаје иста између варијанте кратке приче и варијанте романа. За разлику од касније збирке прича Ортаци у злочину (1929), поредак прича је задржан.
Отприлике у то време, роман је понуђен за објављивање издавачкој кући "Бодлијева глава" и одбијен је. Не постоје други подаци о овом роману, али Зембој указује да је то била Велика четворка. Његова теорија се наставља са Кристином везом са новом издавачком кућом "Вилијам Колинс и синови". Кристијева би схватила да је Велика четворка потчињени роман и дала се на писање романа Убиство Роџера Акројда за новог издавача.
Књига је објављена неколико недеља након нестанка и поновног појављивања Кристијеве. Публицитет који је настао око њеног имена довео је до тога да нови роман постане продајни хит. Продаја је била довољно добра да више него удвостручи успех романа Убиство Роџера Акројда. Продао се упркос томе што није уобичајена загонетка убиства, прича о међународним сплеткама и шпијунажи и отвара могућност више шпијунске фикције од Кристијеве.

Године 1942. Кристијева је писала свом агенту Едмунду Корку из Хјуз Месија тражећи од њега да задржи рукопис у резерви (вероватно Уснуло убиство) и изјавила:
Једном сам била у положају у ком сам желела да пишем само због новца који је дошао и када сам осетила да не могу – то је осећај који пара живце. Да сам имала један 'кец у рукаву' то би направило велику разлику. То је било време када сам морала да продуцирам ту покварену књигу Велика четворка и морала сам да се натерам да напишем Загонетку плавог воза

### Посвета
Ово је друга Кристина крими књига која нема посвету, а прва је Поаро истражује.

## Прилагођавања

### Графички роман
Роман „Велика четворка“ је објавила издавачка кућа "HarperCollins" прилагођан у графички роман 3. децембра 2007. године. Прилагодио га је и илустровао Ален Пајо ( 0-00-725065-7). Ово је преведено из издања које је први пут објавила у Француској издавачка кућа "Emmanuel Proust éditions" 2006. године под насловом Les Quatre (Четворка).

### Телевизија
Роман је екранизован са Дејвидом Сачетом у улози Поароа као епизода последње сезоне серије Поаро. Епизода је премијерно приказана на ITV-у 23. октобра 2013. и на РВЅ-у 27. јула 2014. године у Сједињеним Државама. У епизоди су такође играли и Сара Периш, Патриша Хоџ, Том Брук, Николас Брнс и Сајмон Лоу. Сачетове бивше колеге Хју Фрејзер, Филип Џексон и Полин Моран поново су тумачили своје улоге као Хејстингс, Џап и госпођица Лемон (која је додата у епизоди иако се није појавила у роману) након отприлике десетогодишњег одсуства из саме серије. Епизода објашњава њихово одсуство указивањем да Хејстингс живи на свом аргентинском ранчу, а госпођица Лемон сама ужива у мирном животу пошто је напустила посао код Поароа. Џап је унапређен у помоћника начелника градског СУП-а, а у епизоди преузима улогу Поароовог помоћника док је Хејстингс био тај који је био на том месту у роману. Ник Деј тумачио је Инглса, Џејмс Керол Џордан Рајланда, Патриша Хоџ као мадам Оливије, Стивен Пејси Пејнтера, а Сара Периш Флоси.
Епизода је веома слабо заснована на роману за који сценариста Марк Гетис сматра да је „готово неприлагодљив нередо“. Већина тачака радње романа је, на пример, уклоњена, а међу њима су и смрт Мајерлинга у Поароовом стану, искоришћћавање радијума која мадам Оливије, Хејстингсов тајни задатак као Рајландов тајник и Поароово прерушавање у Ахила, његовог наводног брата близанца. Уместо тога, истакнуте су приче о овчијем буту, шаховском убиству и загонетки жутог јасмина (у екранизацији, гелсемину). Распон ликова је значајно смањен због ових измена, а међу искљученим ликовима је и грофица Вера Росаков. Најзначајније промене укључују саме негативце. У роману су сва четири члана Велике четворке заиста криви за своје злочине иако живе одвојеним животима. У екранизацији су Оливијеова и Рајланд чланови Странке мира коју је основао Ли Ченг Јен који је мирољуб, а не дисидент. Оливијеова и Рајланд су повезани са по једним од убистава и брзо су нестали када се посумњало на њих. Међутим, на крају се открива да су Ли Ченг Јен, Оливијеова и Рајланд невини и да им је једини негативац, Клод Дарел, намерно подметнуо. Дарел је једно од неколико лажних имена Алберта Волија, а један је и Пејнтеров лекар др. Квентин. Воли је глумац који диригује читавом поставом Велике четворке, напајаа штампу сензационалним траговима и претећим писмима и убија своје жртве како би уплео чланове Странке мира (које је потом отео и дрогирао их имобилишућим гелсемином) чиме потврђује постојање организације. Његова побуда у свему томе је да привуче дивљење Флоси Монро која му није узвратила љубав па ју је обасипао анонимним поклонима и честиткама којима изражава своју љубав према њој. Испоставило се да му је Флоссие рекла да није био довољно добар за њу у прошлости, а луда шема је покушај да од себе направи међународну славну личност за коју верује да она жели. За разлику од романа, врхунац обрачуна се не одвија у сложеном штабу у планини већ у старом позоришту у ком су Дарел и Флоси глумили као млади. Нема ни смртоносног праска иако је Дарел покушао да окине динамит, али га је Поаро подсетио да не може да убије Флосија убедивши га да демонтира динамит. Уместо тога, када је лудак покушао да упуца Поароа, убио га је новинар Лоренс Бозвел Тајсо (лик који се не појављује у роману), који на њега спушта завесу. Ли Ченг Јен (у одсуству), Оливијеова и Рајланд избегавају смрт и настављају свој рад као заговорници Странке мира. Флоси (која је убијена у роману и стога није играла никакву улогу у решењу) такође преживљава своју првобитну судбину.
Као и у роману, Поаро је исценирао своју смрт. Када је Дарел сазнао да се Поаро приближава истини, покушао је да га намами уминирани стан посматрајући га прерушен у старицу. Поаро је уочио опасност на време и успео да побегне са места догађаја пре него што је све одлетело у ваздух, а само је оставио свој штап како би створио утисак да је погинуо у праску. Џап обавештава Хејстингса и госпођицу Лемон па заједно са собаром Џорџом присуствују Поароовој „сахрани“, а нико од њих — са изузетком Џапа који се појављује у расплету — нема појма да је он преживео све до коначног обрачуна са Дарелом. Поаро касније објашњава да је та лакдрија била неопходна како би Дарел постао превише самоуверен, а самим тим и довољно несмотрен да разоткрије сопствене планове. Епизода се завршава поновним окупљањем Поароа и његових старих пријатеља. У епизоди су се последњи пут појавили Филип Џексон и Полин Моран у својим улогама.